# Kundarasanahalli, Bangarapet
Kundarasanahalli là một làng thuộc tehsil Bangarapet, huyện Kolar, bang Karnataka, Ấn Độ.